# T 엔진
T 엔진(T-Engine)는 유비쿼터스형 임베디드 시스템 표준 장치로 만든 오픈 소스 OS이다.
임베디드 시스템의 개발 효율 향상을 위해서 미들웨어의 유통을 목적으로 해 만들어진 프로젝트이다.
T-Engine 프로젝트는 T-Engine 포럼에 의해 추진되고 있다. T-Engine 포럼은, TRON와 T-Engine의 제창자인 일본의 도쿄대학 교수·사카무라 켄 박사를 회장으로 2002년에 발족한 비영리 임의 단체이다. T-Engine의 취지에 동의하는 국내의 주요 반도체 메이커, 세트 메이커, 유통, 서비스, 자치체, 학술 단체를 시작으로 하고, 해외로부터도 많은 기업, 연구기관이 참가하고 있다(2006년 4월 26일 현재：476 단체).

## 구성
- T-Engine H/W
- T-Monitor : 부트로더의 일종
- T-Kernel : OS 부분